# Estrecho de Kanmon
El estrecho de Kanmon (関門海峡 Kanmon-kaikyō?) o estrecho de Shimonoseki (下関海峡 Shimonoseki-kaikyō?) es un estrecho marino que se encuentra entre las islas japonesas de Honshu y Kyushu, entre las ciudades de Shimonoseki (Honshu) y Kitakyushu (Kyushu). La hidrovía entre Honshu y Kyushu se denomina Ooseto (大瀬戸) y la que se encuentra entre la isla de Hiko (彦島 Hiko-shima?) y Honshu lleva el nombre de Koseto (小瀬戸) o estrecho de Odo (小門海峡 Odo-kaikyō?).

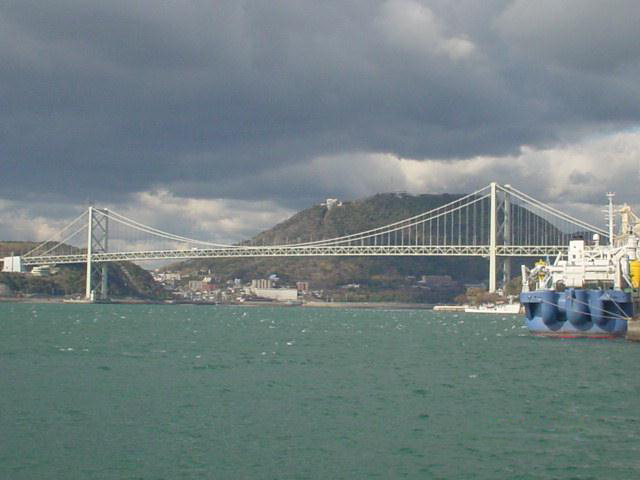
El puente Kanmon.

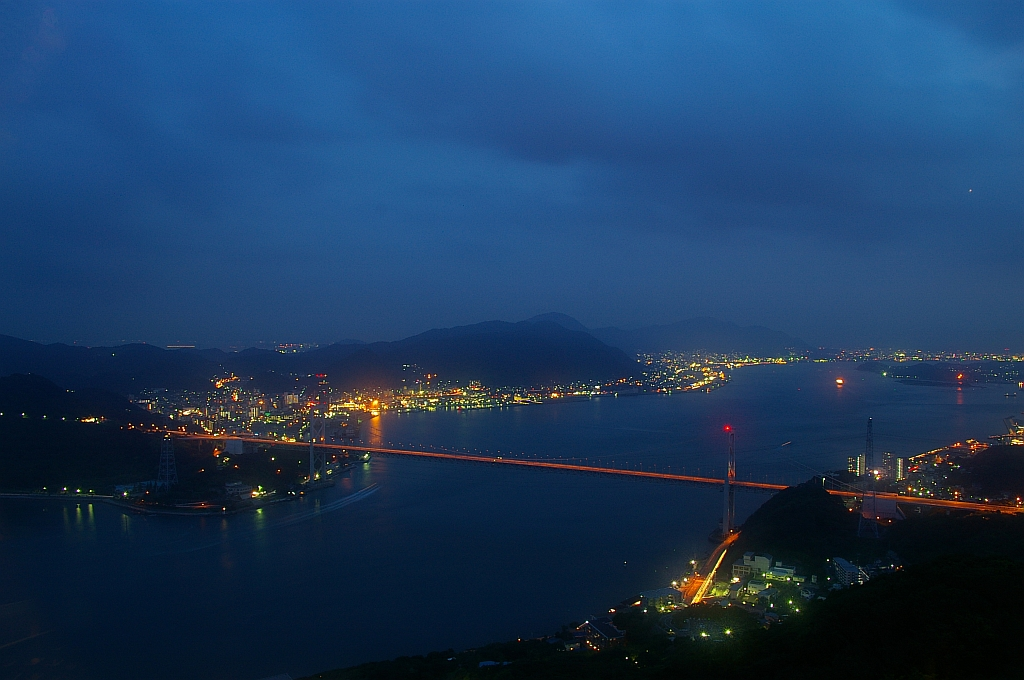
Vista nocturna del puente Kanmon.